# Oosterdoksdraaibrug
De Oosterdoksdraaibrug  is de naam van twee draaibruggen in het centrum van Amsterdam. Beide bruggen verbonden de oostelijke helft van het Oosterdokseiland met de Dijksgracht, al droeg die laatste pas sinds 1957 haar naam.

## Versie 1
De eerste versie heette de Havenmeestersbrug (brug 277). De Havenmeestersbrug werd in 1872 geplaatst; het was toen een draaibrug, die kon worden geplaatst omdat de Oranjesluizen de taak voor waterpeilhandhaving van de Oosterdokssluizen hadden overgenomen. Ze lag tussen de Oosterdokskade en de Piet Heinkade. Jacob Olie wist de oude draaibrug nog vast te leggen. Al in 1907 was de brug aan vervanging toe; er kwam een vakwerkliggerbrug. Nabij de brug stond het woonhuis van de havenmeester. Omdat brug 485 er nog niet lag was dit dé verbinding tussen het Oosterdokeiland en de Piet Heinkade, die toen nog onder het spoor doorliep en zo de verbinding verzorgde. Voor bouwmateriaal van de IJ-tunnel (midden jaren 50) werd de straat Dijksgracht aangelegd en moest de brug een kleine wijziging ondergaan. Wel kreeg ze toen een brughuisje, dat in 1956 werd gebouwd. De verkeersstromen zouden nadien nog ingrijpend wijzigen met de komst van brug 485 als nieuwe verbinding tussen De Ruijterkade en Piet Heinkade. De oude brug werd ontmanteld en het brugnummer werd in 1971 dertien jaar later hergebruikt voor de Pelikaanbrug. Het brughuisje bleef staan, maar ook de draaischijf bleef op de dam liggen.

## Versie 2
Sinds 2005 ligt er een moderne voetganger- en fietsbrug van 53 meter lang en 5 meter breed, waarbij het draaipunt kwam te liggen op een dammetje, een zogenaamde middenklip, die ook al het draaipunt droeg van haar voorganger.. Het esthetisch ontwerp was van Henk Meijer, architect bij Kerste-Meijer Architekten BV, constructieontwerp kwam van Ingenieursbureau Amsterdam. Omdat er maar een geringe doorvaarthoogte mogelijk was (matige helling voetgangers en fietsers) werd weer gekozen voor een draaibrug. Die Oosterdoksdoorgang, een hoofdscheepvaartroute en volgens het architectenbureau ook een hoge mast route, zou druk zijn met 5000 bewegingen per jaar. De brug vertoont gelijkenis met de Mr. J.J. van der Veldebrug even verderop.
De brug kreeg een eervolle vermelding tijdens een conferentie in 2008 in Porto.

### Tijdelijke sluiting
Op 1 januari 2018 ging de brug voor een periode van maximaal tweeënhalf jaar dicht. Op het meest oostelijke puntje van het Oosterdokseiland verrees het nieuwe hoofdkantoor van Booking.com, en aangezien de ondergrondse parkeergarage doorloopt tot de kade werd het te onveilig geacht om fietsers en voetgangers nog van de brug gebruik te laten maken. Bewoners en ondernemers, zoals de eigenaren van Mediamatic en café Hannekes Boom, protesteerden tegen de lange periode en pleitten voor een alternatieve route of versnelde aanleg van een extra brug, maar dat mocht niet baten. In de middag van vrijdag 3 juni 2022 heropende de brug, twee jaar later dan oorspronkelijk de bedoeling was. De onderdoorgang aan de kant van de Piet Heinkade was nog steeds gesloten, dus verkeer kan alleen vanuit de richting komen van de OBA aan de Oosterdokskade. Minder dan twee maanden later, op 28 juli, maakte de gemeente bekend dat de brug toch weer afgesloten werd. Bij het draaien van de brug blijkt de constructie te klemmen bij het openen en sluiten. Dit leidt tot onveilige situaties voor zowel het verkeer over als onder de brug. De gemeente onderzoekt hoe de brug weer veilig in gebruik kan worden genomen. Er is nog geen datum bekend waarop de brug weer open gaat voor het wegverkeer. De uitgestelde heropening en abrupte sluiting zorgde voor veel kritiek vanuit bewoners en ondernemers. Rond oktober 2022 ging de brug weer open voor voetgangers en fietsers.

## Hellingbanen
De brug ligt relatief boven het wegdek van de Dijksgracht; er moest een zogenaamde hellingbaan aangelegd worden, die eigenlijk al op die straat begint. Aan de andere zijde sloot het rijdek aan op een poortconstructie, dus een hellingbaan was niet noodzakelijk. Door de werkzaamheden aan het Oosterdokseiland met ook ter plaatse een nieuwe kadewand verdween die poort en moest ervoor gezorgd worden dat er ook aan die kant een verbinding tot stand kwam, opnieuw was in mei 2022 een hellingbaan noodzakelijk. Deze loopt over de nieuwe kade langzaam naar boven. Deze hellingbaan van 34 meter sluit in een rechte hoek aan op de brug en is bedekt met kunststof matten.

## Brughuisje
Ook het brughuisje moest aangepast worden. Ook hiervoor was Kerste-Meijer Architecten ingeschakeld. Vanuit het huisje werden voor langere tijd Brug 485, de Oosterdoksspoorbrug, de Oosterdoksdraaibrug als de Mr. J.J. van der Veldebrug bediend. Om het personeel van een zo ruim mogelijk blik te voorzien werd gekozen voor een plek op een eilandje in het water. De bedieningsruimte werd hoog geplaatst en het gebouw kreeg een twee “transparante tussenlagen”, een op begane grond en een op de etage. Wel kwamen er gescheiden toegangssystemen voor publiek en ambtenaren. Ter bescherming tegen overmatig zonlicht kreeg het aan de zuidkant een behoorlijke overstek mee. De kruislings geplaatste trappen maken onderdeel uit van de dragende constructie. Om het brughuisje te kunnen bereiken werden bruggetje aangelegd. ’s Nachts wordt het gebouw door middel van grondspots verlicht. In 2023 is bediening van de vier bruggen elders centraal geregeld en werd het klaar gemaakt om te dienen voor korte overnachtingen van Sweets Hotel.    

## Afbeeldingen

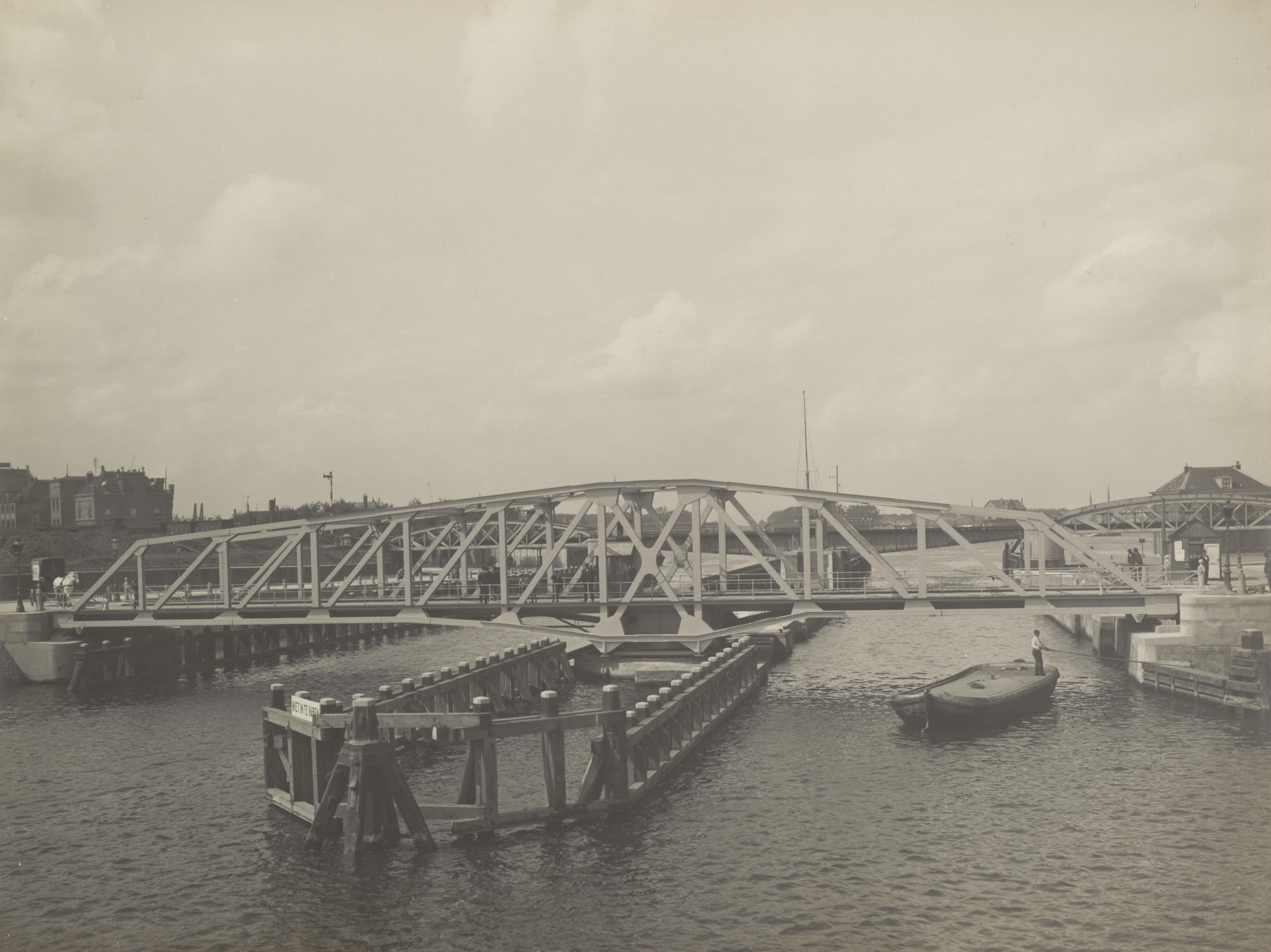
Havenmeestersbrug (foto van onbekende fotograaf, c. 1915)
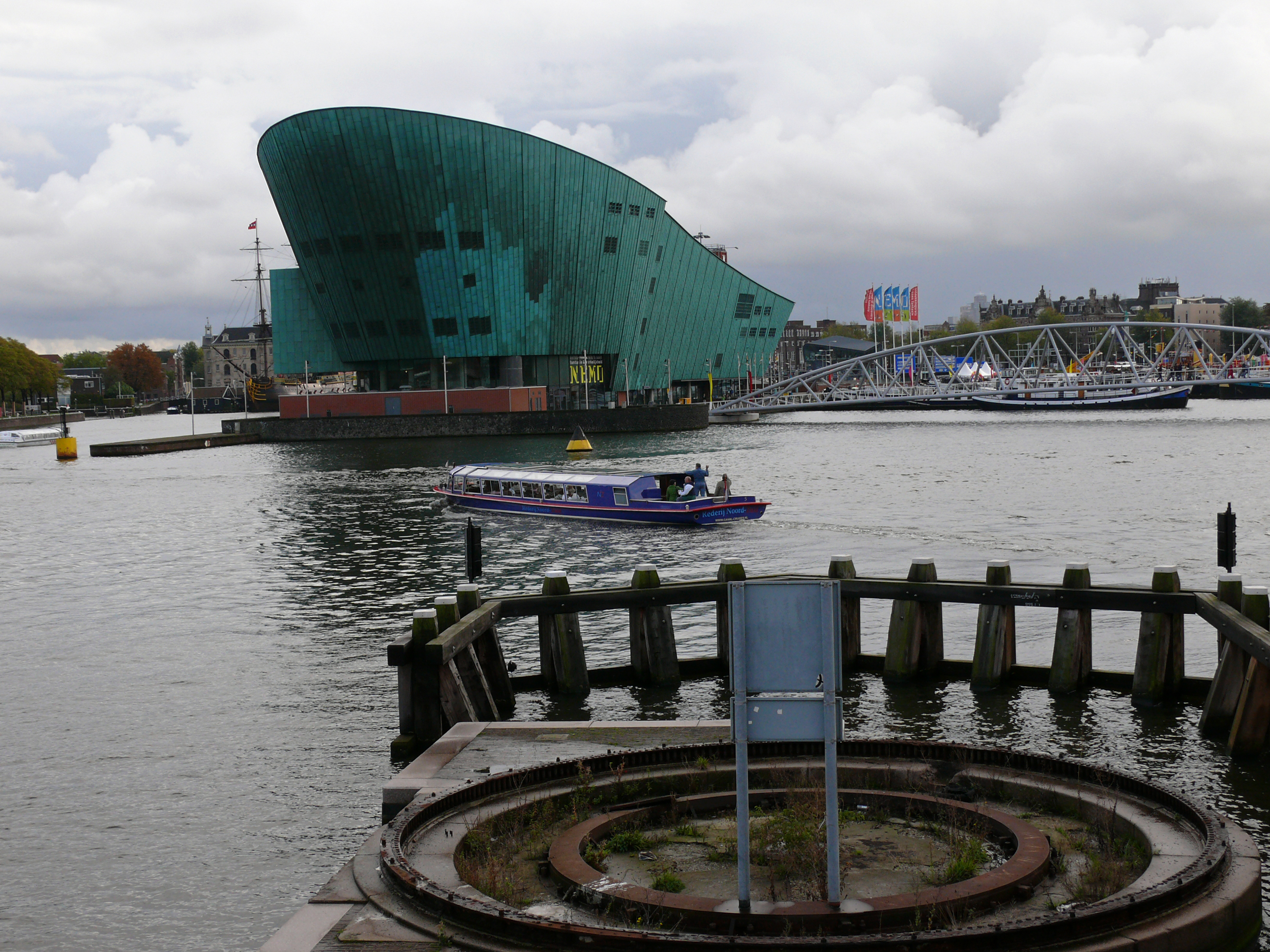
Draaivoet van de verwijderde Havenmeestersbrug (foto van Fons Heijnsbroek, 2006)
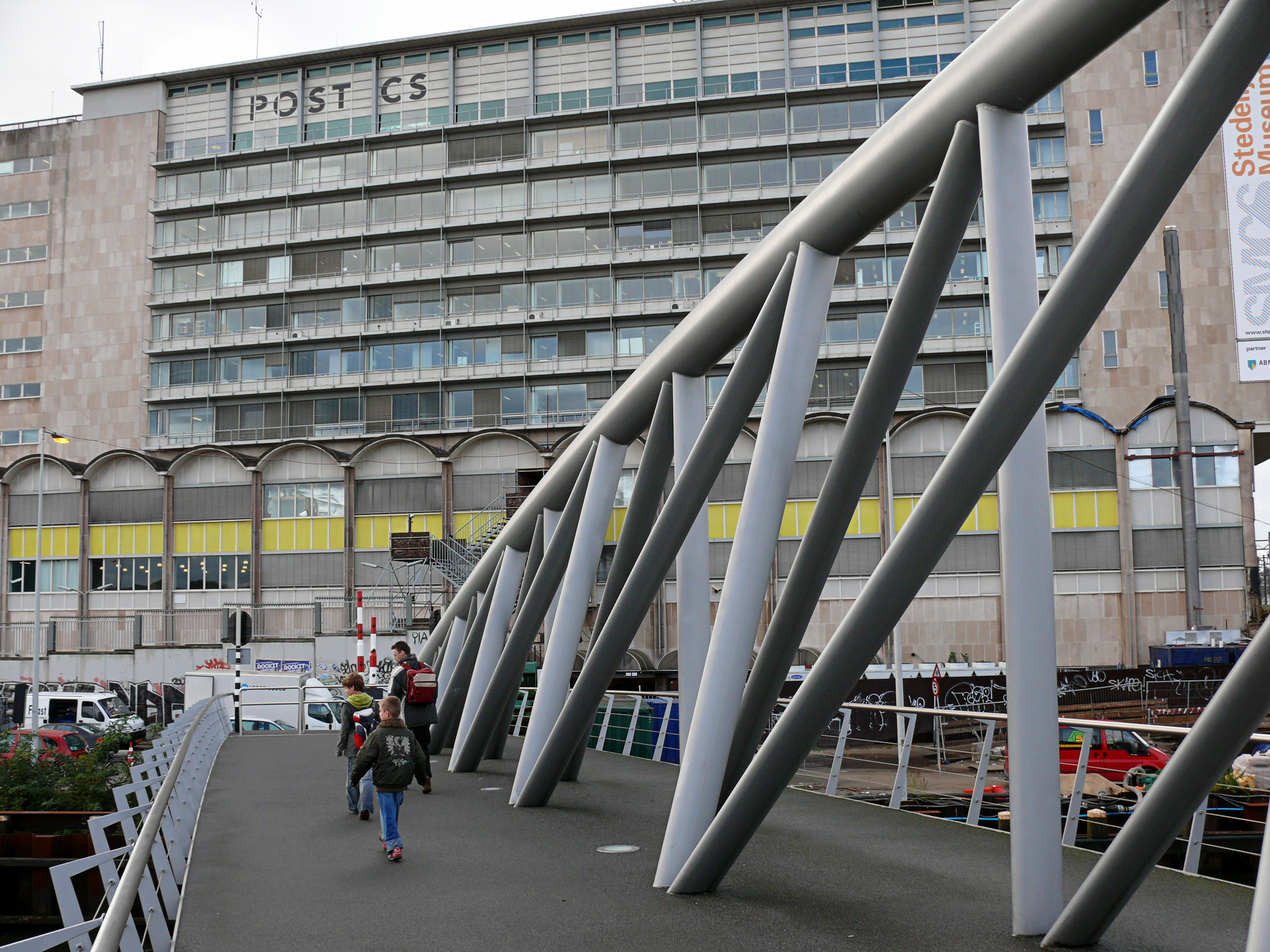
Oosterdoksdraaibrug, op de achtergrond het Post CS-gebouw (foto van Fons Heijnsbroek, 2006)
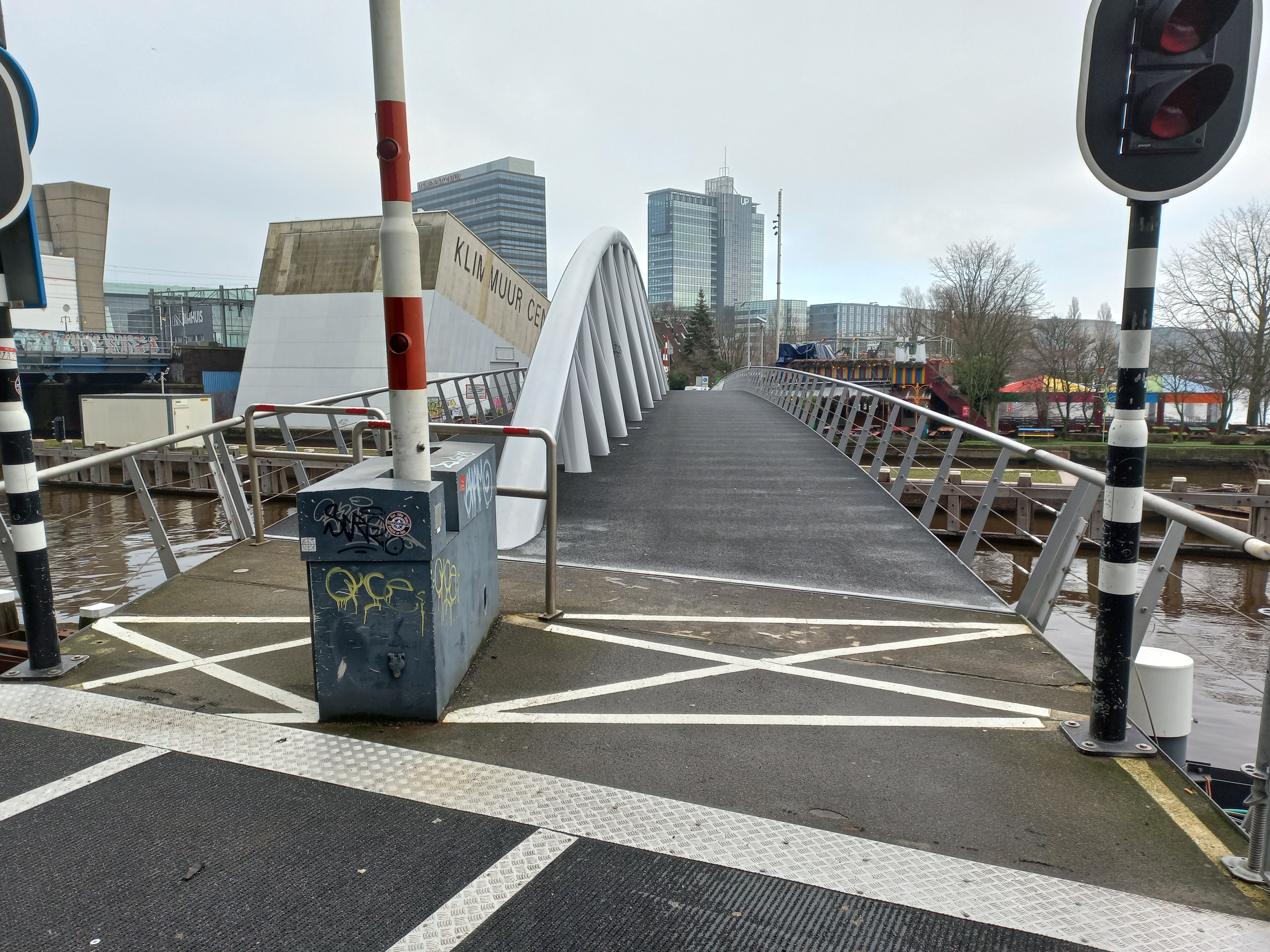
Overzicht over de brug met op voorgrond de hellingbaan, links Klimmuur Centraal (foto van Cees Camel, januari 2023)
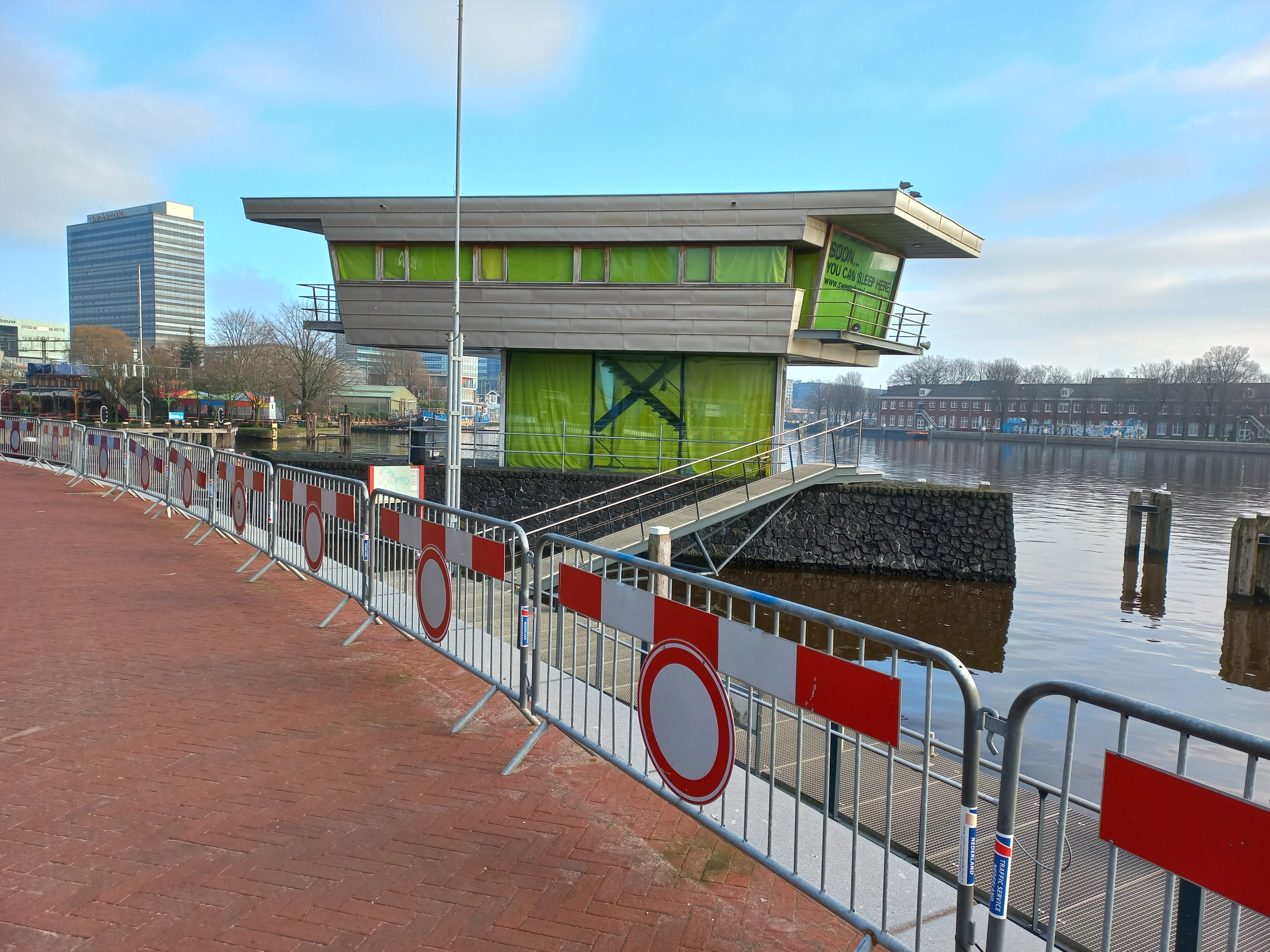
Brugwachtershuisje (foto van Cees Camel, januari 2023)